# Pusher-Symptomatik
Die Pusher-Symptomatik (auch Pusher-Syndrom oder Drucksymptomatik, von engl. to push = drücken) tritt bei Schlaganfällen bei Halbseitenlähmungen auf.
Erstmals beschrieben wurde sie von der Physiotherapeutin Patricia M. Davies 1985. Es handelt sich um eine Wahrnehmungsstörung für die aufrechte Körperposition des betroffenen Patienten.

## Symptome
Die Symptomatik ist gekennzeichnet durch eine (objektiv scheinbar unbegründete) Angst des betroffenen Patienten im Sitz oder Stand, zur nicht gelähmten Seite zu fallen. Diesem Gefühl begegnet der Betroffene durch ein aktives Drücken („Pushen“) mit den nichtgelähmten Extremitäten zur gelähmten Seite (durch Abstützen durch den Arm in Streckung des Ellenbogengelenks, sowie durch Beinabspreizen mit Knie- und Hüftstreckung). Dies führt zur Seitwärtsneigung der Körperlängsachse zur gelähmten (paretischen) Seite bis hin zum Fallen zur paretischen Seite. Trotz objektiv deutlicher Störung besteht kein Bewusstsein für das Problem beim Patienten. Der Patient meint, aufrecht zu sitzen bzw. zu stehen.
Einer passiven Korrektur der Seitneigung durch den Untersucher wird aktiver Widerstand (Verstärkung des Drückens) entgegengesetzt.
Bei aktiven Handlungen der nichtgelähmten Extremitäten ist indes eine Unterbrechung des Pushens zu beobachten, ebenso bei fehlender fester Abstützfläche bzw. fehlendem Bodenkontakt.
Das aktive Drücken zur paretischen Seite unterscheidet die Pusher-Symptomatik von einem möglichen Gleichgewichtsverlust mit Fallen zur betroffenen Körperseite lediglich aufgrund einer Lähmung.
Es handelt sich um ein eigenständiges Phänomen, das nicht durch Neglect oder Anosognosie verursacht ist.

## Häufigkeit
Etwa 10 % aller Schlaganfallpatienten leiden an einer Pusher-Symptomatik. Es besteht keine Korrelation zu anderen Symptomen wie Neglect, Aphasie oder Apraxie. Es bestehen auch keine Unterschiede in Bezug auf das Alter, das Geschlecht oder die Händigkeit (Rechts- oder Linkshänder).
Hingegen leiden 73 % der Pusher-Patienten auch an Sensibilitätsstörungen (im Vergleich zu 10–15 % aller Schlaganfallpatienten).
Es gibt auch wider Erwarten keinen Unterschied zwischen rechts- und linksseitigen Schlaganfällen. Eine scheinbare Häufung bei rechtshirnigen Infarkten (2:1 laut Brandt/Dichgans) ist durch begleitende räumlich-konstruktive Störungen des rechten Parietallappens bedingt, die verstärkend auf die Pushersymptomatik wirken (sog. „Chaos-Syndrom“ nach rechtshirniger Schädigung).

## Pathogenese
Unter Laborbedingungen mit Ausschaltung der Möglichkeit des Drückens (seitliches Abstützen des Rumpfs, kein Bodenkontakt, Arme auf Oberschenkeln liegend) kann der Patient anhand der visuellen Kontrolle erkennen, ob er eine aufrechte Position einnimmt. Der Patient ist also kognitiv in der Lage, eine schiefe von einer senkrechten Lage zu unterscheiden. Er ist jedoch nicht in der Lage, eine beständige Korrektur durch visuelle Kontrolle aufrechtzuerhalten.
Ohne visuelle Kontrolle auf einem seitlich kippbarem Sitz bewertet er indes eine um ca. 18° zur nichtgelähmten Seite geneigte Position als senkrecht. Die subjektive posturale Vertikale ist also verschoben. Einen Leuchtstab kann er indes im Dunklen jederzeit in eine erdvertikale Lage bringen. Die subjektive visuelle Vertikale ist demnach intakt. Da er bei Beleuchtung eine objektiv aufrechte Position seines Körpers erkennen kann, ist auch die visuell-vestibuläre Informationsverarbeitung intakt.
Die subjektive posturale Vertikale ist trotz eines intakten visuell-vestibulären Systems verkippt. Ursächlich hierfür ist ein weiteres gravizeptives Zentrum zur Bestimmung der Orientierung des Körpers. (Gravizeption = Erkennung der Erdvertikalen)
Ein kontraversives Drücken erfolgt offenbar aufgrund eines Missverhältnisses zwischen den gestörten posturalen und den intakten visuell-vestibulären Informationen. Unerwarteterweise erfährt der Patient bei einer Lage in der subjektiven posturalen Vertikalen (welche ja um 18° zur nichtgelähmten Seite geneigt ist) einen Gleichgewichtsverlust, den er durch das Drücken zur gelähmten Seite zu kompensieren sucht.

### Lage der Schädigung im Gehirn

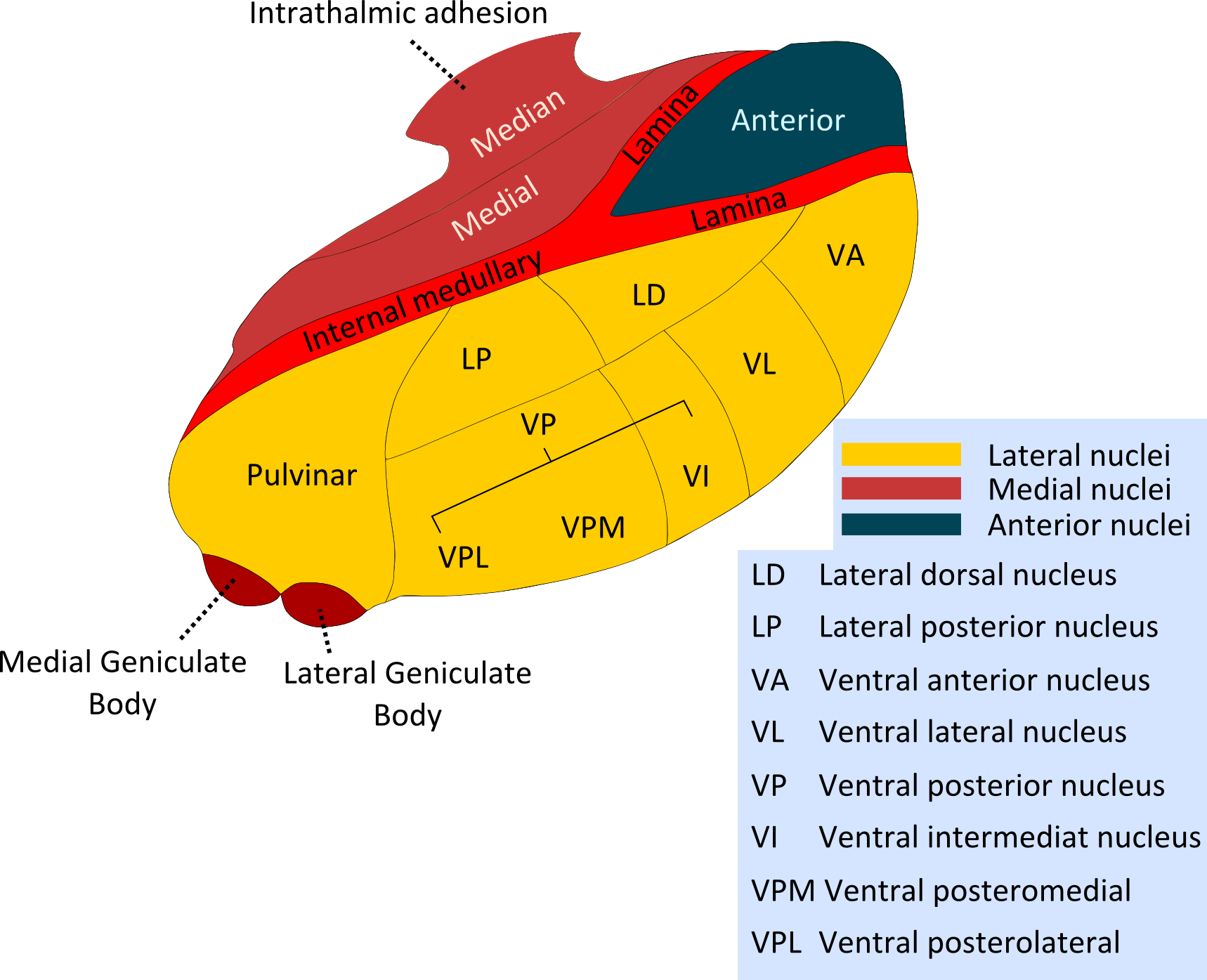
Kerngebiete des Thalamus

Bei betroffenen Patienten zeigt sich in der Magnetresonanztomographie oder der Computertomographie ein Maximum der Überlagerung der Befunde im Bereich des posterolateralen (hinteren und seitlichen) Thalamus, genauer den folgenden Kerngebieten des Thalamus:
- Nucleus ventralis posterolateralis (VPL),
- Nucleus ventralis posteromedialis (VPM),
- Nucleus lateralis posterior (LP).

Mit einbezogen in dieses Maximum ist der benachbarte hintere Schenkel der Capsula interna, wodurch sich die gleichzeitige Hemiparese erklärt. Die Einbeziehung des VPL und des VPM mit ihren lemniskalen Zuflüssen erklärt die Korrelation mit gleichzeitig vorhandenen Sensibilitätsstörungen.
Bei Patienten ohne Thalamusbeteiligung zeigte sich, dass kortikale Strukturen im Bereich der Inselrinde und des Gyrus postcentralis offenbar an der posturalen Gravizeption beteiligt sind.

## Therapie
Die Behandlung erfolgt physiotherapeutisch und ergotherapeutisch. Wichtig erscheinen sinnvolle Handlungen mit den nichtgelähmten Extremitäten, um das Pushen zu unterdrücken. Notwendig sind eine Tonusminderung der nichtgelähmten Seite und eine Aktivierung der hypotonen gelähmten Seite mittels Rumpfbewegungen in Kombination mit Bewegungen der nichtparetischen Extremitäten.
Letztlich ist es das Ziel, das subjektive Gefühl der Schiefe auszuhalten. Weiterhin kann die visuelle Kontrolle zum Beispiel durch Feedbackverfahren vermehrt genutzt werden, um die gestörten posturalen Informationen zu kompensieren.

## Auswirkungen und Prognose
Die Pusher-Symptomatik hat eine gute Prognose. Bei Nachuntersuchungen nach sechs Monaten zeigt sich eine vollständige beziehungsweise weitgehende Rückbildung bei nahezu allen Patienten.
Das Ergebnis der Schlaganfall-Rehabilitation ist bezüglich Alltagskompetenz und Gehfähigkeit nicht prinzipiell schlechter als bei Patienten ohne Pusher-Symptomatik. Jedoch ist hierzu ein doppelt so langer (durchschnittlich um 3,6 Wochen längerer) stationärer Aufenthalt notwendig.